# エボリューションゲーミング
エボリューションゲーミング（正式社名はEvolution Gaming Group AB）は、ライブカジノの開発・販売やライセンス供与などを行っているゲームプロバイダー。本社はスウェーデン・ストックホルムにあり、欧州および北米を中心とするゲーミング事業者を顧客に事業を展開している。ナスダック・ストックホルム上場企業（Nasdaq Nordic EVO）。

## 沿革
2006年4月、ラトビアのリガで設立された少人数の開発スタジオに端を発する。2011年にイタリアで、2012年にデンマークでライブカジノ事業者としての認定を受け、2013年にはスマートフォンおよびタブレット対応のコンテンツをリリース、2014年には新たな開発スタジオをマルタに開設、同年イギリスのオンラインゲーミングメディアであるEGaming Reviewより、オンラインルーレットのImmersive Rouletteがゲーム・オブ・ザ・イヤーに選出されたことで業界の注目を集めた。
2014年12月に統括会社にあたるエボリューションゲーミング・グループ（Evolution Gaming Group AB）がスウェーデンで設立され、2015年3月に株式上場企業となった。2017年にヒット作となったドリームキャッチャー（Dream Catcher）をリリース、2020年10月に企業ブランド名を「Evolution」に改めた。
株式上場後は買収による事業規模拡大を続けており、2018年にアメリカ合衆国の同業イズギ（Ezugi）を買収、2020年にレッド・タイガー（Red Tiger）などの有力コンテンツを有するスウェーデンの同業ネットエント（NetEnt）を買収、2021年にエクストラチリ（Extra Chilli）などを保有するオーストラリアのビッグタイムゲーミング（Big Time Gaming）を買収した。
地域別の売上はイギリスをはじめとするヨーロッパが最大であるが、アジア地域も2割強を占めている。本社オフィスをストックホルムに置くが、ソフトウェア開発などのオペレーションは海外の開発スタジオで行われており、リガ、マルタのほか、ジョージアのトビリシ、アメリカのニュージャージー州とペンシルベニア州、カナダのバンクーバーなど9カ国にある。
2024年6月、NHKスペシャルにおいて、エボリューションゲーミングが運営するマルタ島のオペレーション現場が取材され、関係者によりカジノゲームの不正操作が暴露された。